# Manuel de Piño
Manuel de Piño (Lisboa, probablement el segle XVI) fou un músic i poeta portuguès. Va ser ministril de la capella reial i excel·lent professor de música. Les seves composicions poètiques, qualificades pels seus biògrafes de bones entre les notables del parnàs portuguès i castellà, es redueixen als villancets, la música dels quals componia. Escriví: Villancicos y romances á la Natividad del Niño Jesús, Nuestra Señora i varios santos, 1.ª parte (Lisboa, 1615), i ?2.ª parte (Lisboa, 1618), publicats per P. Craesbeeck. Estan dedicats a Violante de Moura, religiosa en el convent de Santa Ana d'aquell ciutat.